# 三井住友海上あいおい生命保険
三井住友海上あいおい生命保険株式会社（みついすみともかいじょうあいおいせいめいほけん）は、日本の生命保険会社。
MS&ADインシュアランスグループホールディングス株式会社の完全子会社。

## 概説
1996年（平成8年）の保険制度改革により、損害保険会社と生命保険会社が子会社方式で相互参入が可能になったことを受けて、三井海上火災、住友海上火災、大東京火災海上保険、千代田火災海上保険がそれぞれ生命保険子会社を設立。2001年（平成13年）と2011年（平成23年）に、損害保険会社の合併及び経営統合をきっかけに、生保子会社も合併している。
2010年（平成22年）に、親会社である三井住友海上が、あいおい損保やニッセイ同和損保と共同で持株会社のMS&ADインシュアランスグループホールディングスを設立して経営統合したことを受けて、2011年（平成23年）10月1日に、あいおい損保の子会社であるあいおい生命保険と合併して、三井住友海上あいおい生命保険株式会社となった。

## 沿革
三井住友海上きらめき生命保険株式会社
- 1996年（平成8年）8月8日
  - 三井海上火災保険株式会社の完全子会社として、三井みらい生命保険株式会社を設立。
  - 住友海上火災保険株式会社の完全子会社として、住友海上ゆうゆう生命保険株式会社を設立。
- 2001年（平成13年）4月1日 - 親会社の合併に伴い、三井みらい生命保険株式会社と住友海上ゆうゆう生命保険株式会社が合併し、三井住友海上きらめき生命保険株式会社となる。
- 2010年（平成22年）4月1日 - MS&ADインシュアランスグループホールディングスの発足に伴い、親会社の三井住友海上火災保険とともに、ロゴマークをグループ共通の「MS&AD」に変更。

あいおい生命保険株式会社
- 1996年（平成8年）8月
  - 大東京火災海上保険株式会社の完全子会社として、大東京しあわせ生命保険株式会社を設立。
  - 千代田火災海上保険株式会社の完全子会社として、千代田火災エビス生命保険株式会社を設立。
- 1996年10月 - 生命保険事業免許を取得し、営業開始。
- 2001年（平成13年）4月1日 - 親会社の合併に伴い、大東京しあわせ生命保険株式会社と千代田火災エビス生命保険株式会社が合併し、あいおい生命保険株式会社となる。
- 2010年（平成22年）10月1日 - 親会社のあいおい損害保険が合併によりあいおいニッセイ同和損害保険に商号変更したことに伴い、ロゴマークをグループ共通の「MS&AD」に変更。

三井住友海上あいおい生命保険株式会社
- 2011年（平成23年）10月1日 - あいおい生命保険と三井住友海上きらめき生命保険が合併[3]し、「三井住友海上あいおい生命保険株式会社」に商号変更[4]。
- 2014年（平成26年）4月1日 - グループ内の事業別再編に伴い、三井住友海上火災保険とあいおいニッセイ同和損害保険の第三分野長期契約の新規契約（一部を除く）を移行（販売は代理店委託により、三井住友海上火災保険・あいおいニッセイ同和損害保険の各代理店で行う）[5]。

## テレビCM出演者
- 桐谷美玲
- ダンディ坂野
- 小峠英二（バイきんぐ）